# Độ xiên (thống kê)
Độ xiên là một đại lượng đo lường mức độ mức độ bất đối xứng của phân phối xác suất của một biến ngẫu nhiên. Nó còn tên gọi nữa là hệ số bất đối xứng.
Nếu hệ số này bằng 0, thì phân phối là cân xứng. Các số bình quân, trung vị và mode bằng nhau.
Nếu hệ số này lớn hơn 0, thì phân phối lệch phải. Số mode nhỏ hơn số trung vị, và số trung vị lại nhỏ hơn số bình quân.
Nếu hệ số này nhỏ hơn 0, thì phân phối lệch trái. Số bình quân nhỏ hơn số trung vị, và số trung vị nhỏ hơn số mode.
Để tính ra giá trị độ xiên, có thể sử dụng công thức:
{\displaystyle \gamma _{1}={\frac {\mu _{3}}{\sigma ^{3}}},\!}
trong đó {\displaystyle \gamma _{1}} là độ xiên hay moment chuẩn hóa, {\displaystyle \mu _{3}} tâm moment thứ ba và {\displaystyle \sigma } là độ lệch chuẩn.